# Ophiola
Ophiola — рід напівтвердокрилих із родини цикадок.

## Опис
Цикадки розміром 3—5 мм, помірно стрункі, з тупокутно-закругленою вступаючою вперед головою. Перехід рила в тім'я закруглений. На теренах колишнього СРСР 10 видів.

## Систематика
У складі роду:
- Ophiola cornicula (Marshall, 1866)
- Ophiola decumana (Kontkanen, 1949)
- Ophiola ocellaris (Lethierry, 1880)
- Ophiola paludosa (Boheman, 1845)
- Ophiola paradoxa (Linnavuori, 1953)
- Ophiola russeola (Fallén, 1826)
- Ophiola transversa (Fallén, 1826)